# Poseung-eup
Poseung-eup (koreanska: 포승읍) är en köping i den centrala delen av Sydkorea, 70 km söder om huvudstaden Seoul. Den ligger i kommunen Pyeongtaek i provinsen Gyeonggi. Poseung-eup ligger cirka 20 km väster om Pyeongtaeks centrum.